# 赤芝ダム
赤芝ダム（あかしばダム）は、山形県西置賜郡小国町、一級河川・荒川水系荒川に建設されたダム。高さ31.8メートルの重力式コンクリートダムで、赤芝水力発電の所有する発電用ダムである。同社の水力発電所・赤芝発電所・第二赤芝発電所に送水し、合計最大1万1,200キロワットの電力を発生する。

## 歴史
1928年（昭和3年）に設立された電気金融は、山形県西置賜郡小国町に工場（小国製造所）を建設し、電気製品を製造していた。戦後、事業拡大に伴い安定した電力供給を図るべく、急流で水量も豊富な荒川を利用することを計画。荒川本川に赤芝ダムを建設し、ダム式水力発電所の赤芝発電所（5,200キロワット）を1954年（昭和29年）に完成させた。赤芝ダムは山形県初にして現在も唯一の民間企業所有ダムである。
電気金融は1958年（昭和33年）に東芝系列となって東芝電興に社名を改めたが、その後1968年（昭和43年）に同じ東芝系列である東芝炉材と合併し、東芝セラミックスが設立された。小国製造所では1977年（昭和52年）から集積回路など半導体製品の素材として用いられるシリコンウェハーの製造を開始。さらなる需要の拡大を受け、半導体を製造する装置の製作をも担うようになり、中枢工場としての役割が高まった。これに伴い、次第に電力需要が増大するようになったことから、既存の赤芝発電所を増強することとした。こうして増設されたのが第二赤芝発電所（6,000キロワット）であり、赤芝ダムは合計最大1万1,200キロワットの発電能力を有するようになった。東芝セラミックスは2007年（平成19年）に東芝の下を離れ、コバレントマテリアル（現・クアーズテック）に社名を変更。小国製造所も小国事業所と名を変え、シリコンウェハーや石英ガラスなどの半導体製造装置を製作している。小国町の主要産業としての役割は大きいものがある。
赤芝ダム及び発電所は、2010年2月にコバレントマテリアルから設立された新会社・赤芝水力発電に移管された。コバレントマテリアルは同年3月までに赤芝水力発電の株式の一部を他の事業者に売却したため、現在は赤芝水力発電はクアーズテックの子会社ではなくなっている。
なお、赤芝水力発電はリニューアブル・ジャパンが2021年（令和3年）2月17日に買収したことを発表している。

## 周辺
小国町中心市街地から国道113号を新潟県方面に向かって進むと、県境を目の前にしたところに赤芝ダムがある。赤芝ダムを挟んで上下流は赤芝峡と呼ばれる峡谷で、ブナ・カエデ・ミズナラといった原生林が広がり、紅葉の名所としても知られる。秋には山形県や新潟県から多くの観光客が訪れる観光地である。付近には赤芝峡バス停があり、JR米坂線・小国駅から小国町営バス南部線・飯豊山荘行に乗車し、十数分間で到着する。
春の新緑も見事であるが、この時期は朝日山地や飯豊山地などからの雪解け水が豊富に流れ出しており、赤芝ダムもまた豪快な放流を行っている。

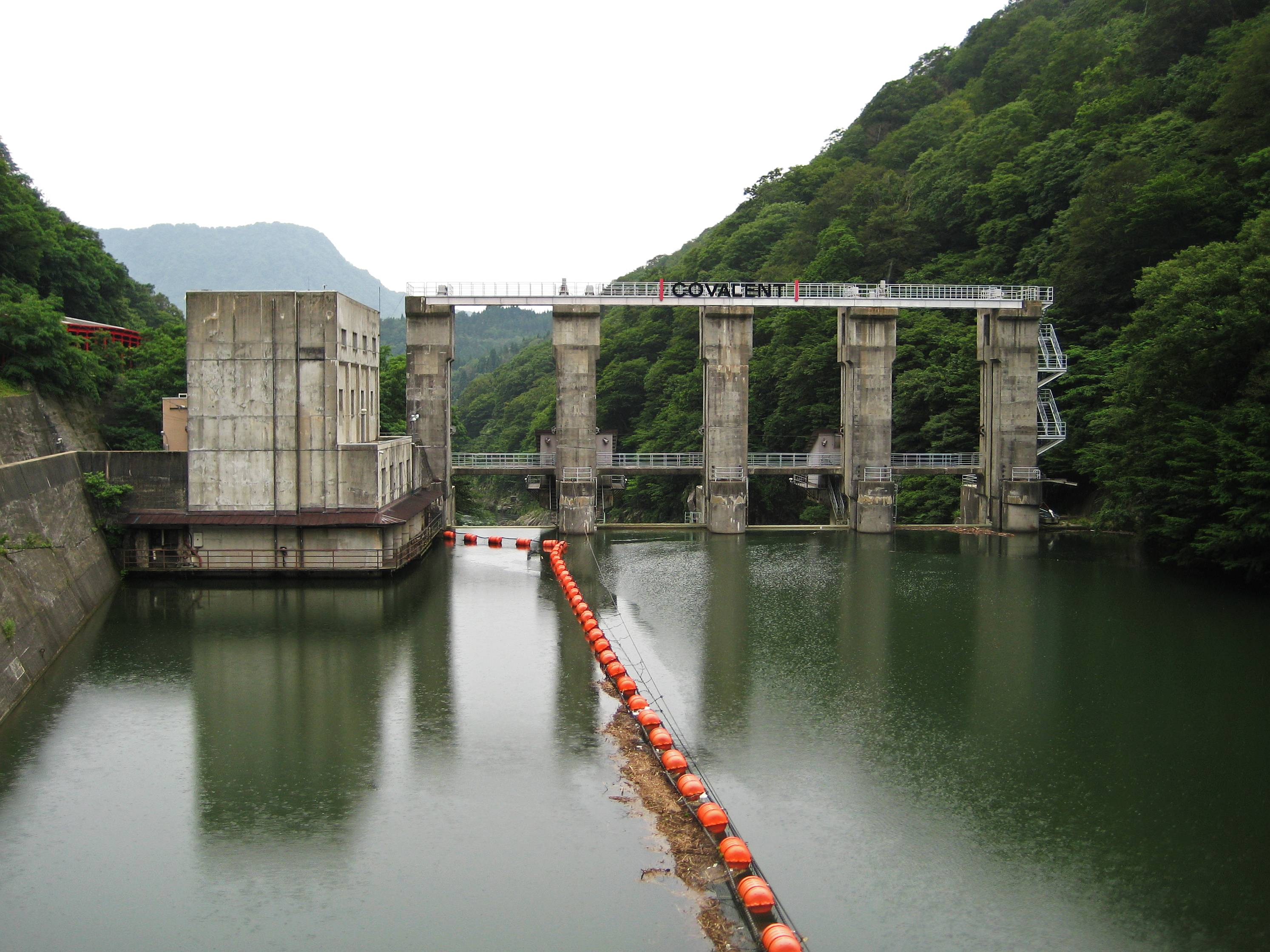
赤芝ダム湖
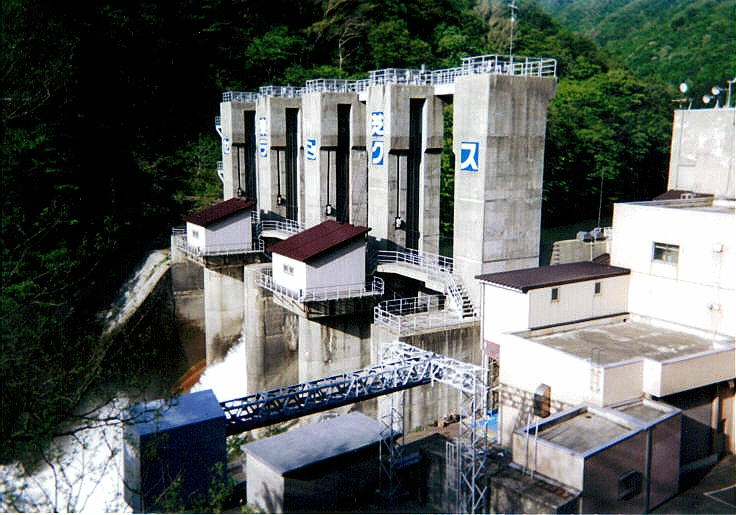
東芝セラミックス時代の赤芝ダム

## 諸問題
- 1967年（昭和42年）の羽越豪雨により、赤芝ダムや赤芝発電所は激しい濁流に洗われ、浸水被害を受けた。
- ダムへの堆砂は現在も進行しており、2002年（平成14年）11月18日付けの朝日新聞で「堆砂の激しい50ダム」の一つに挙げられた。